# Galina Chesnokova
Galina Alexandrovna Chesnokova (Ruso: Гали́на Алекса́ндровна Чесноко́ва; nacida Motoraeva (en ruso: Гали́на Алекса́ндровна Чесноко́ва: Мотора́ева); 12 de marzo de 1934 – 12 de julio de 2016) fue una jugadora de voleibol soviética del equipo nacional de la URSS de 1962 a 1963. Chesnokova fue medalla de plata en el Campeonato del Mundo de 1962, Campeona de Europa en 1963, y campeona de la URSS en 1963; fue nombrada Maestra de Deportes de la URSS en 1958, y honorable Maestra de Deportes de Rusia en 2003. Jugó para el Burevestnik de Moscú hasta 1960 y para el CSKA Moscú de 1960 a 1964.
Chesnokova estuvo casada con Yuri Chesnokov, un jugador, entrenador y Maestro de Deportes de voleibol soviético, de 1933 a 2010. Tras su carrera deportiva, Chesnokova trabajó como ingeniera. Falleció el 12 de julio de 2016, tras una enfermedad severa y prolongada.